# キンキーブーツ
『キンキーブーツ』（Kinky Boots）は、2005年にイギリスとアメリカ合衆国の合作のコメディ映画。
脚本はジェフ・ディーンとティム・ファース、監督はジュリアン・ジャロルドが担当した。日本では2006年に公開された。実在の紳士靴メーカー 「W.J. Brookes Ltd」 がモデルになっている。
実話を基に、イギリスの倒産寸前の靴製造工場の若いお堅いオーナーであるチャーリーと、そりが合わなそうなドラァグ・クイーンのローラがそれまで製造してきた紳士靴ではなく、ドラァグ・クイーン向けの特注靴の製造を計画し、共に工場の経営を立て直す物語である。

## ストーリー
桟橋の上にいる寒そうな少年がベルト付きの赤いハイヒールを履き、踊りだす。その様子を年配の男性が窓から見て注意する。一方、別の少年は家の靴製造工場を継ぐことよりもサッカーに興味がある。
時は流れ、チャーリー・プライスはイギリスの田舎町ノーサンプトンの伝統ある紳士靴メーカー 『プライス社』 の跡取りだったが、周囲の重圧に耐えかね、転勤を機にロンドンに移住することを計画していた。
しかしロンドンに到着したその日に父の訃報が届き、『プライス社』 を継ぐことになり、しかも社の財政状況が火の車だということを知る。在庫の処分のためロンドンへ出張中にやけ酒を食らった勢いで、酔っ払いのチンピラに絡まれている美女を助けようとしたが、逆に美女に誤って叩きのめされてしまう。目が覚めるとそこは不作法なドラァグ・クイーンのローラ、本名サイモンの楽屋であり、その人物は桟橋で踊っていた少年の成長した姿であった。ドラァグ・クイーンには専用の靴がないため仕方なく女性用の靴をはいているが、ハイヒールは男性の重く大きな体を支えきれずに簡単に壊れてしまうことにチャーリーは興味が湧く。
ノーサンプトンに戻ったチャーリーは人員整理をしている最中、クビにしようとした社員のローレンに「ニッチ市場を開拓しろ」と捨て台詞をはかれる。そこでチャーリーはローレンを顧問として再雇用し、ローラのためのハイヒールのブーツである『女物の紳士靴』 の開発に着手し、そこにローレンの言うニッチ市場を見出す。しかし最初のデザインは機能性を重視するあまりにオバサンくさいブーツに仕立ててしまい、ローラを怒らせ、チャーリーとローレンはローラをコンサルタントとして迎える。しかし道は険しく、男性従業員の多くはローラの登場と新商品製作を快く思わず、チャーリーも婚約者のニコラとの関係がぎくしゃくし始め、「工場を売ってしまえ」と責められる。
ローラの意見を取り入れ、『危険でセクシーな女物の紳士靴 （Kinky Boots）』 を作り上げたチャーリーは、ミラノの靴見本市に打って出る決意をするが、ローラを含む多くの従業員に重労働を強いたため彼らは出て行ってしまい、事態は悪化する。
チャーリーは工場を守るために家を抵当に入れるが、それを知ったニコラは激怒し、工場を売ることを主張する。しかしチャーリーは工場を維持し従業員を雇用し続けることを決心する。この口論はマイクを通じて工場全体に放送され、ローレンとローラと不仲のドンに聞かれる。以前にローラから恩を受けたドンは、偶然ではあるがチャーリーの考えを聞いて他の従業員たちを呼び戻し、靴の製造をチャーリーとローレンがミラノに出発するのに間に合わせる。
無事ミラノに到着したチャーリーとローラだったが仲違いをし、新作ブーツのモデルがいない状態になってしまう。そこでチャーリーは従業員への感謝の最大限のしるしとローラへの謝罪の気持ちを併せ、自らがモデルとしてステージに上がる。チャーリーが慣れないハイヒールで滑って転んだその時、ローラとドラァグ・クイーン仲間が登場してランウェイで見事なショーを行ない、事なきを得る。
後日、ローラは自身のショーでノーサンプトンの「キンキーブーツ工場」の栄誉をたたえて歌う。このショーには工場の従業員達が招待されており、その中には恋仲となったチャーリーとローレンの姿もあった。

## キャスト
チャーリー・プライス
演 - ジョエル・エドガートン、（幼少期）セバスチャン・ハースト・パーマー - 日本語吹替 - 森川智之
ノーサンプトンの靴会社プライス社の若社長。幼いころから父親に靴の制作を教え込まれたが、当初は婚約者のニコラが転勤する為に跡を継がずにロンドンでマーケティングの仕事をしようとしたが。父の突然の他界により跡を継ぐこととなる。
時代の流れでハンドメイドの靴工場が倒産しかけて余儀なく従業員をリストラする事にストレスを感じる中、たまたまロンドンの通りで助けたドラァグクイーンのローラと出会い、会社を救う思わぬアイデアを思いつく。
ローラ/サイモン
演 - キウェテル・イジョフォー、（幼少期）コートニー・フィリップ - 日本語吹替 - 三宅健太
クラプトン育ちの黒人のドラァグクイーン。
幼い頃からヒールを履くことに憧れがあるが。父親の厳しい教育からボクサーになるように鍛え上げられ大柄な体格となった。
自分のような大柄な体格には女性もののブーツはサイズが合うものがなく、しかもすぐに破損することを悩んでおり、たまたま助けられたチャーリーがそれを目撃して事業転換のきっかけとなり、試しにローラの為にブーツを制作するが、完成したブーツのデザインの悪さとバーガンディ色のセンスの無さに驚愕して自らデザインを手掛けることになって行く。
ローレン
演 - サラ＝ジェーン・ポッツ、日本語吹替 - 浅野まゆみ
プライス社の若い従業員の少女。チャーリーから15人目にリストラを言い渡される中で「製品を変えるのを考えたら」とアドバイスを言った事で、ビジネス転換のきっかけとなり、再び従業員として再雇用される。チャーリーの心境の変化で次第に距離が縮まっていく。
ニコラ
演 - ジェミマ・ルーパー、日本語吹替 - 石塚理恵
チャーリーの婚約者で不動産会社の社員。チャーリーと同じノーサンプトンで育つが都会や華やかな生活に対する憧れが強い。
結婚のために靴屋のショーウィンドウに飾ってあるジミーチュウのハイヒールをチャーリーにねだるが、それがチャーリーの事業転換のアイデアに火をつける。
チャーリーの父親の秘密もしっており、従業員を裏切れないチャーリーに苛立ちを覚える。
ドン
演 - ニック・フロスト、日本語吹替 - 志村知幸
プライス社の従業員。荒々しい性格で当初はチャーリーが社長となり毒舌を吐いたりローラに対して偏見を持つが、
ローラと腕相撲をした際に自分に対する思いやりを知り、またチャーリーの従業員に対する気持ちを知ったことで心境が変化していく。
メル
演 - リンダ・バセット、日本語吹替 - 藤夏子
プライス社の従業員。ミシンを使う裁縫のプロ。ローラの意見に同調してすぐに打ち解ける。
ハロルド・プライス
演 - ロバート・ピュー、日本語吹替 - 西村知道
チャーリーの父親で先代の社長。幼いチャーリーに靴に対する情熱を教える、「靴は人を導いて行く」が口癖。当初はチャーリーが跡を継がないことを何も言わなかったが。突然他界する。
ジョージ
演 - ユアン・フーパー、日本語吹替 - 塚田正昭
プライス社の老齢の従業員。チャーリーが会社の後を継ぐことを喜んでいる。ローラが出すブーツのデザインに対して鉄を加工してつま先まで補強すれば重心を安定させられる加工方法を思いつく。
ビッグ・マイク
演 - スティーブン・マーカス、日本語吹替 - 島香裕
プライス社の従業員。ローラたちニューハーフに対して純粋になぜ女性の服を着たがるのか？と疑問を問いかけるが。
女性が求める男性像は「思いやりや優しさ、女性を理解する事」と答えられ理解を深める。
パット
演 - モナ・ハモンド、日本語吹替 - 秋元千賀子
プライス社の従業員で社長秘書。ローラが出すブーツのデザインに対してスティレットヒールを履くと腿に力が入っておしりの筋肉が引き締まってセクシーなスタイルになる事をチャーリーに教える。
トリシュ
演 - ジョアンナ・スキャンラン、日本語吹替
プライス社の従業員。経営危機となり最初にリストラされる。
ジーニー
演 - ケリー・ブライト、日本語吹替
プライス社の従業員。
リチャード・ベイリー
演 - ジェフリー・ストレトフィールド、日本語吹替  - 上田燿司
不動産屋。プライス社の工場売却を持ち掛け、代わりに高級物件を紹介する。裏でニコラと関係を持っていく。
ハリー・サンプソン
演 - レオ・ビル、日本語吹替  - 坂口候一
靴の卸売業者。時代の流れでスロバキア製の機械による大量生産品の方が市場が拡大しハンドメイドの靴は売れない事を説明する。

その他声の出演：多緒都、西宏子、石川ひろあき、斉木香、栗山浩一、高橋圭一
日本語版制作スタッフ
演出：小山悟
翻訳：村上美智子
制作：HALF H・P STUDIO

## 備考
モデルとなったブルックス社は110年の歴史を持つ老舗の靴製造会社である。工場をドラァグクイーン用のブーツやエロティックなファッションアクセサリーの工場に変え、経営を立ち直らせた。

## 背景
1999年2月24日放送のBBC Twoのドキュメンタリー『Trouble at the Top 』のエピソードで、ノーサンプトンシャーのアールズ・パートンにある閉鎖寸前の家族経営の靴工場であるW・J・ブルックス社のスティーヴ・ペイトマンに焦点を当て、再起をかけて紳士靴工場から「Divine 」というブランドで個性的な靴を製造する話から着想を得た。

## サウンドトラック
2006年4月11日、ハリウッド・レコード社より『Kinky Boots: Original Soundtrack』が出版された。
1. Whatever Lola Wants – キウェテル・イジョフォー (2:12)
2. In These Shoes – カースティ・マコール（英語版） (3:39)
3. I Want to Be Evil – キウェテル・イジョフォー (2:34)
4. Mr. Big Stuff – リン・コリンズ (4:00)
5. It’s a Man’s Man’s Man’s World – ジェームス・ブラウン (3:17)
6. I Put a Spell on You – ニーナ・シモン (2:36)
7. The Prettiest Star – デヴィッド・ボウイ (3:09)
8. Together We Are Beautiful – キウェテル・イジョフォー (4:10)
9. Yes Sir I Can Boogie – キウェテル・イジョフォー (4:20)
10. Wild Is the Wind – ニーナ・シモン (6:59)
11. The Red Shoes – エイドリアン・ジョンストン (4:26)
12. Steel Shank – エイドリアン・ジョンストン (3:39)
13. Free to Walk – エイドリアン・ジョンストン (3:39)

以下の曲は映画では使用されたがアルバムには収録されていない:
- My Heart Belongs to Daddy – キウェテル・イジョフォー
- These Boots Are Made for Walkin’ – キウェテル・イジョフォー
- Summer Holiday – ジェマイマ・ルーパー

## 評判
公開当初、「イギリスのシットコムのお決まりのあらすじ」と批判されるなど賛否両論であった。ロッテン・トマトによると批評107件中57%のレートであった。
興行収入としては、世界中で計9,941,428ドルをあげた。

## 受賞歴
イジョフォーはゴールデングローブ賞主演男優賞ミュージカル・コメディ部門にノミネートされた。

## ミュージカル化
2013年4月、この映画のミュージカル化作品である「キンキーブーツ」がシカゴのバンク・オブ・アメリカ・シアターでのトライアウトを経てブロードウェイ・シアターで上演された。シンディ・ローパーがこのミュージカルに向けた曲の作曲・作詞を行い、ハーヴェイ・ファイアスタインが脚本を担当した。演出を務めたジェリー・ミッチェルは振り付けも担当した。
チャーリー役はスターク・サンズが務め、ローラ役はビリー・ポーターが務めた。
このミュージカルは2013年のトニー賞で13の部門にノミネートされ、うちオリジナル楽曲賞（ローパー、単独女性初の受賞者）、ミュージカル主演男優賞（ポーター）、ミュージカル作品賞を含む6部門を受賞した。また、このミュージカル化にプロデューサーの一人として携わった川名康浩も日本人として初めてトニー賞を受賞した。

## 関連事項
- キンキーブーツ (ミュージカル)
- 映画・テレビ番組中の異性装
- 異性装